# Моронго
Моронго (англ. Morongo Reservation) — индейская резервация, расположенная на Юго-Западе США в южной части штата Калифорния.

## История
Резервация была создана 15 мая 1876 года указом президента США Улисса Гранта для племён кауилья и серрано. Позднее в резервации были поселены группы купеньо, луисеньо и чемеуэви.

## География
Резервация расположена на юге Калифорнии в округе Риверсайд. Общая площадь Моронго составляет 141 км². Административным центром резервации является город Баннинг.

## Демография
По данным федеральной переписи населения 2010 года в Моронго проживало 954 человека.
В 2019 году в резервации проживало 1 016 человек. Расовый состав населения: белые — 304 чел., афроамериканцы — 7 чел., коренные американцы (индейцы США) — 559 чел., азиаты — 4 чел., океанийцы — 0 чел., представители других рас — 49 чел., представители двух или более рас — 93 человек. Плотность населения составляла 7,21 чел./км².

## Экономика
В 1983 году члены племени открыли небольшой зал для игры в бинго, который стал основой того, что сейчас является одним из старейших местных игровых предприятий в Калифорнии. Совет округа Риверсайд и правительство штата Калифорния попытались закрыть бинго-холл. Племя присоединилось к индейцам из резервации Кабазон в подаче иска к местному правительству. 25 февраля 1987 года Верховный суд США подтвердил право суверенных индейских племён управлять игровыми предприятиями в своих резервациях.
Из этого здания развилось одно из старейших и наиболее успешных индейских игровых заведений сначала в штате Калифорния, а затем и во всей стране.

## Религия
В резервации Моронго находятся две церкви — протестантская Моравская церковь Моронго и католическая миссия Святой Марии, которую поддерживает католическая община Катери Текаквиты.